# Fujiwara no Sadakata
Fujiwara no Sadakata (藤原定方) (né en 873, mort le 6 septembre 932) est un poète et courtisan japonais du milieu de l'époque de Heian. Il est le deuxième fils du Naidaijin Fujiwara no Takafuji et de Miyaji no Resshi; il est le père de Fujiwara no Asatada, Fujiwara no Asahira et Fujiwara no Asayori. Il exerce les charges de Junii et d'Udaijin (Ministre de droite). Il demeure dans la résidence « Sanjō » et pour cela est également appelé Sanjō Udaijin (三条右大臣).
En 895 il est nommé officiel subalterne dans la province de Mutsu et en 896 affecté comme kokushi de la province d'Owari. Il occupe plus tard des charges gouvernementales dans les provinces de Sagami et de Bizen. En 909 il est promu sangi et en 913 chūnagon. Après 920 il est choisi comme dainagon et en 921 comme *shōsanmi. Il est enfin promu udaijin en 924 et  junii en 926. Il meurt en 932 et une semaine après sa mort est promu juichii à titre posthume.
Il écrit de la poésie waka et de la musique d'orchestre, comme ses contemporains Ki no Tsurayuki et Ōshikōshi no Mitsune. Ses poèmes sont inclus dans les anthologies Kokin Wakashū et Ogura Hyakunin Isshu. Sa collection personnelle de poèmes s'appelle Sanjō Udaijin-shū (三条右大臣集).

## Source
- Peter McMillan (2008) One hundred poets, one poem each: a translation of the Ogura Hyakunin Isshu. New York: Columbia University Press.  (ISBN 978-0-231-14398-1)

## Source de la traduction
- (es) Cet article est partiellement ou en totalité issu de l’article de Wikipédia en espagnol intitulé « Fujiwara no Sadakata » (voir la liste des auteurs).